# Dictyostega orobanchoides

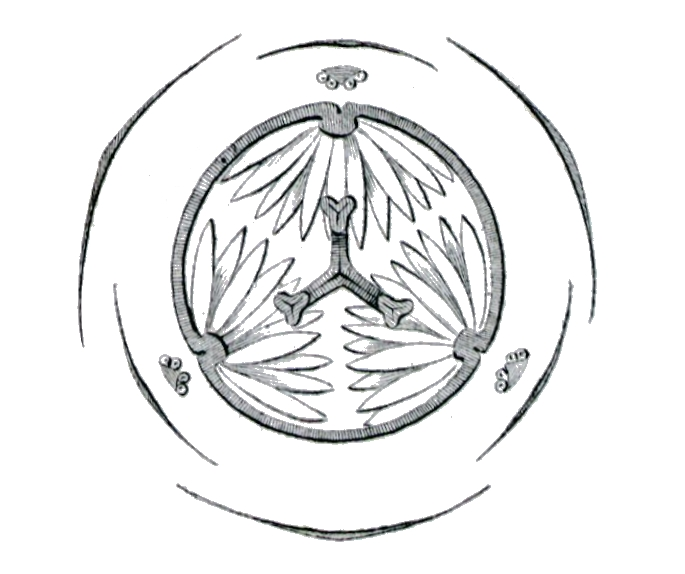
Narys kwiatowy

Dictyostega orobanchoides (Hook.) Miers – gatunek myko-heterotroficznych roślin bezzieleniowych z monotypowego rodzaju Dictyostega z rodziny trójżeńcowatych (Burmanniaceae), występujący w Ameryce, od Meksyku do wschodniej Brazylii i Peru. 
Nazwa naukowa rodzaju pochodzi od greckich słów δίκτυο (diktio – sieć) i στέγα (stega – dach). Epitet gatunkowy orobanchioides w języku łacińskim oznacza podobny do Orobanche (rodzaj roślin z rodziny zarazowatych).

## Morfologia
Małe, białawe rośliny bezzieleniowe, tworzące podziemne, cylindryczne kłącze, pokryte łuskowatymi liśćmi. Liście na pędzie naziemnym białe. Od 6 do 32 rurkowatych kwiatów zebranych jest w zwisłą dwurzędkę. Okwiat pojedynczy, biały, o listkach położonych w dwóch równych okółkach o równej długości. Pręciki o siedzących główkach. Zalążnia jednokomorowa wierzchołkowo, trójkomorowa u nasady. Owocem jest podłużnie pękająca torebka.

## Systematyka
Pozycja rodzaju według APW (aktualizowany system APG IV z 2017)
Rodzaj Dictyostega należy do rodziny trójżeńcowatych (Burmanniaceae), w rzędzie pochrzynowców (Dioscoreales) w obrębie kladu jednoliściennych (monocots).
Typ nomenklatoryczny
Holotyp gatunku (bazonimu) znajduje się w herbarium Muzeum Historii Naturalnej w Londynie. Jest to okaz zielnikowy zebrany na górze Corcovado w Rio de Janeiro, przez Johna Miersa. Izotypy są przechowywane w 6 innych kolekcjach.
Zmienność
W obrębie gatunku wyróżnia się 3 podgatunki:
- Dictyostega orobanchoides subsp. orobanchoides
- Dictyostega orobanchoides subsp. parviflora (Benth.) Snelders & Maas
- Dictyostega orobanchoides subsp. purdieana (Benth.) Snelders & Maas